# Google Cardboard
Google Cardboard (рус. «Картон») — стандарт компании Google в области виртуальной реальности, в основе которого лежит шлем, главной частью которого служит обычный смартфон. 
Название связано с простейшим вариантом шлема виртуальной реальности, который, по замыслу разработчиков, можно собрать из двух линз, застёжек и картона.
В данном стандарте шлем является лишь стереоскопом, а все остальные компоненты (дисплей, процессор, память, программное обеспечение, гироскоп, акселерометр, магнетометр, аккумулятор) содержатся в готовом виде в любом современном смартфоне. Стандарт предусматривает требования к шлему, к смартфону и к сторонним программам. Он не содержит никаких особых требований к звуку и к bluetooth-контроллерам для управления шлемом.
Проект был впервые представлен на конференции Google I/O 2014.

Схема сборки шлема виртуальной реальности

Проект представляет собой симуляцию виртуальной реальности при помощи шлема, собранного по специальной схеме из картона, оптических линз, магнита и застёжек-липучек, а также вставленного в него смартфона на операционной системе Android, iOS, или Windows Phone с заранее установленным приложением. Шлем можно собрать самостоятельно в домашних условиях либо купить уже готовый вариант непосредственно через сайт эксперимента. Для более надёжного соединения с телефоном можно также прикрепить к шлему NFC-чип. Смартфон со встроенным магнетометром может реагировать на изменения магнитного поля. Приложение, анализируя данные с камеры мобильного телефона, магнетометра и акселерометра, симулирует эффект виртуальной реальности.
Компания Google предусмотрела создание своих приложений на базе этого проекта для сторонних разработчиков, для чего ею был создан Google Cardboard SDK.

## Очки и шлемы виртуальной реальности сторонних производителей

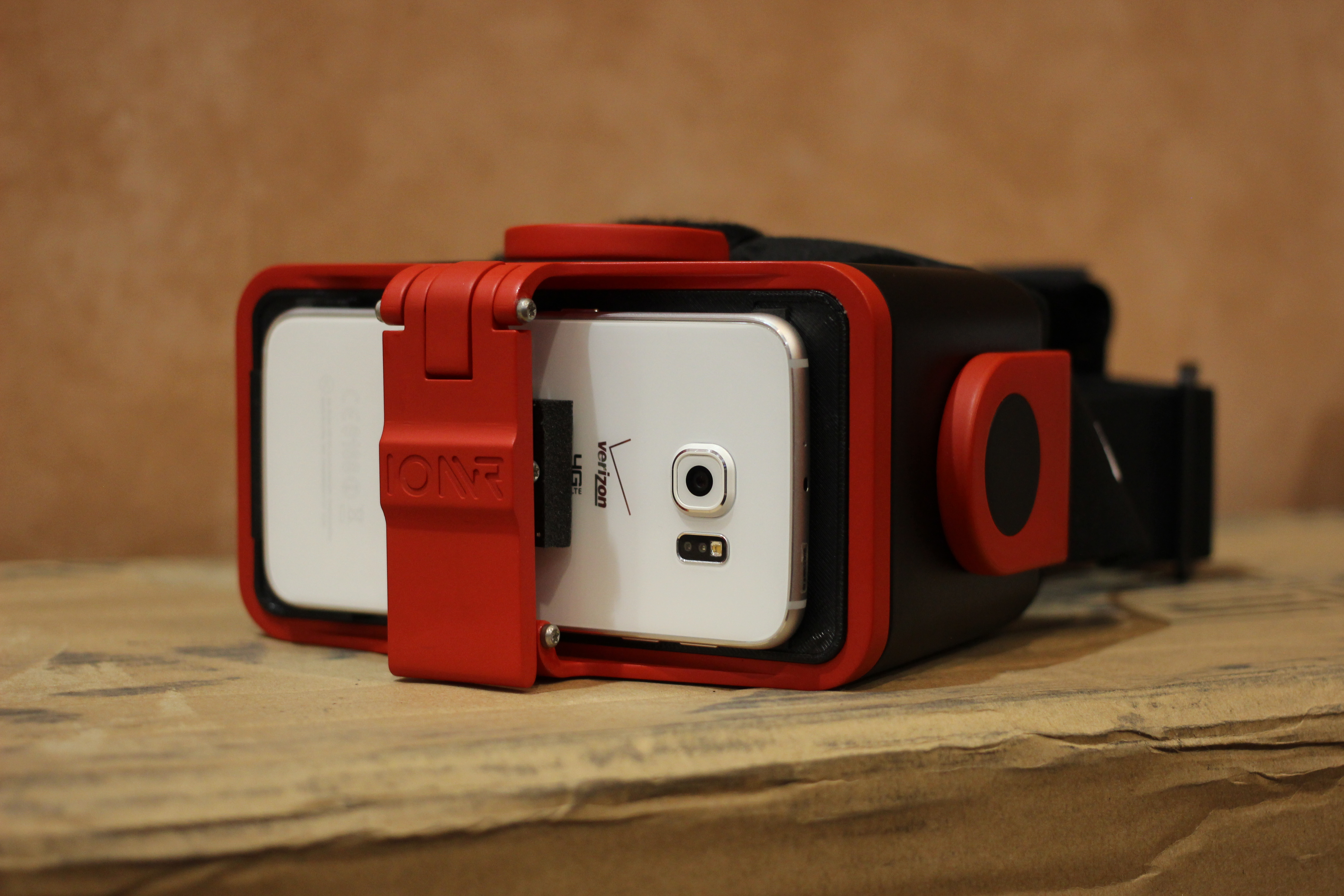
Шлем, совместимый с Cardboard

Google призвала сторонние фирмы выпускать очки и шлемы виртуальной реальности, совместимые с Cardboard. В настоящее время их производят многие фирмы под разными брендами: Homido, Fibrum, BoboVR, Fiit, Xiaomi, Zeiss и другими.
От картонных очков Google их могут отличать дополнительные возможности:
- крепление на голове;
- регулировка межлинзового расстояния для людей, у которых расстояние между центрами зрачков заметно отличается от 63,9 мм;
- регулировка расстояния от линз до экрана смартфона для близоруких и дальнозорких людей;
- изоляция от проникновения постороннего света, позволяющая пользоваться днём;
- наличие кнопки, позволяющей управлять смартфоном, закрытым в шлеме (кнопка заставляет механический «палец» нажать на сенсорный экран);
- встроенные наушники, подключаемые к смартфону;
- более качественные линзы;
- линзы большего диаметра, увеличивающие угол обзора и эффект погружения.

Тем не менее, все они отличаются очень низкой ценой, так как вся требуемая электроника (дисплей, гироскоп, процессор и другие) уже содержится в смартфоне.
В ноябре 2014 года компания Volvo представила свой собственный брендированный шлем и приложение для Android, позволяющее пользователям шлема виртуально осматривать изнутри автомобиль Volvo XC90.

## Возможности
Благодаря тому, что на каждый глаз идёт своё изображение, пользователь может смотреть 3D-фильмы и стереоскопические фотографии. Благодаря линзам изображение занимает большой угол зрения (как в кинотеатре и более) вместо маленького изображения на 3D-телевизорах.
Благодаря гироскопу смартфона отслеживаются повороты головы и пользователь может смотреть 360-градусные панорамные фото и видео.
Комбинируя эти возможности, пользователь может смотреть фото и видео форматов VR360 (комбинация 360 и 3D) и VR180 (комбинация 3D и угла зрения 180 градусов по горизонтали и по вертикали).
Можно писать программы для Андроид с учётом требований Cardboard, которые позволяют виртуально осматривать достопримечательности и экзотические места, играть в игры виртуальной реальности.
С помощью сторонних программ для персональных компьютеров, извлекающих стереоинформацию из игр, и программ для стриминга с ПК на смартфон, пользователь может играть в 3D-игры для персонального компьютера.

## Недостатки
- Обычно видна сетка пикселей, так как на каждый глаз приходится лишь половина пикселей смартфона, а линзы дают сильное увеличение.
- В смартфоне требуется предварительная настройка параметров: межзрачкового расстояния, расстояния от линзы до экрана, коэффициентов дисторсии линз (для компенсации искажений изображения).
- В случае неправильной настройки параметров при движении головы изображение не совпадает с ощущениями, что может приводить к тошноте.
- В аттракционах типа американских горок и пилотирования истребителя может наблюдаться тошнота даже при правильной настройке.
- Программы виртуальной реальности создают большую вычислительную нагрузку на процессор, что нередко приводит к нагреву смартфона.
- Нагрев смартфона приводит к троттлингу, в результате изображение начинает двигаться рывками.
- Нагрев смартфона приводит к дрейфу гироскопа, в результате изображение начинает «плыть» вокруг пользователя.

## Интересные факты
- Разработчики проекта David Coz и Damien Henry из парижского Google Cultural Institute заявили, что создали новинку в свободные от основной работы 20 % времени[4].

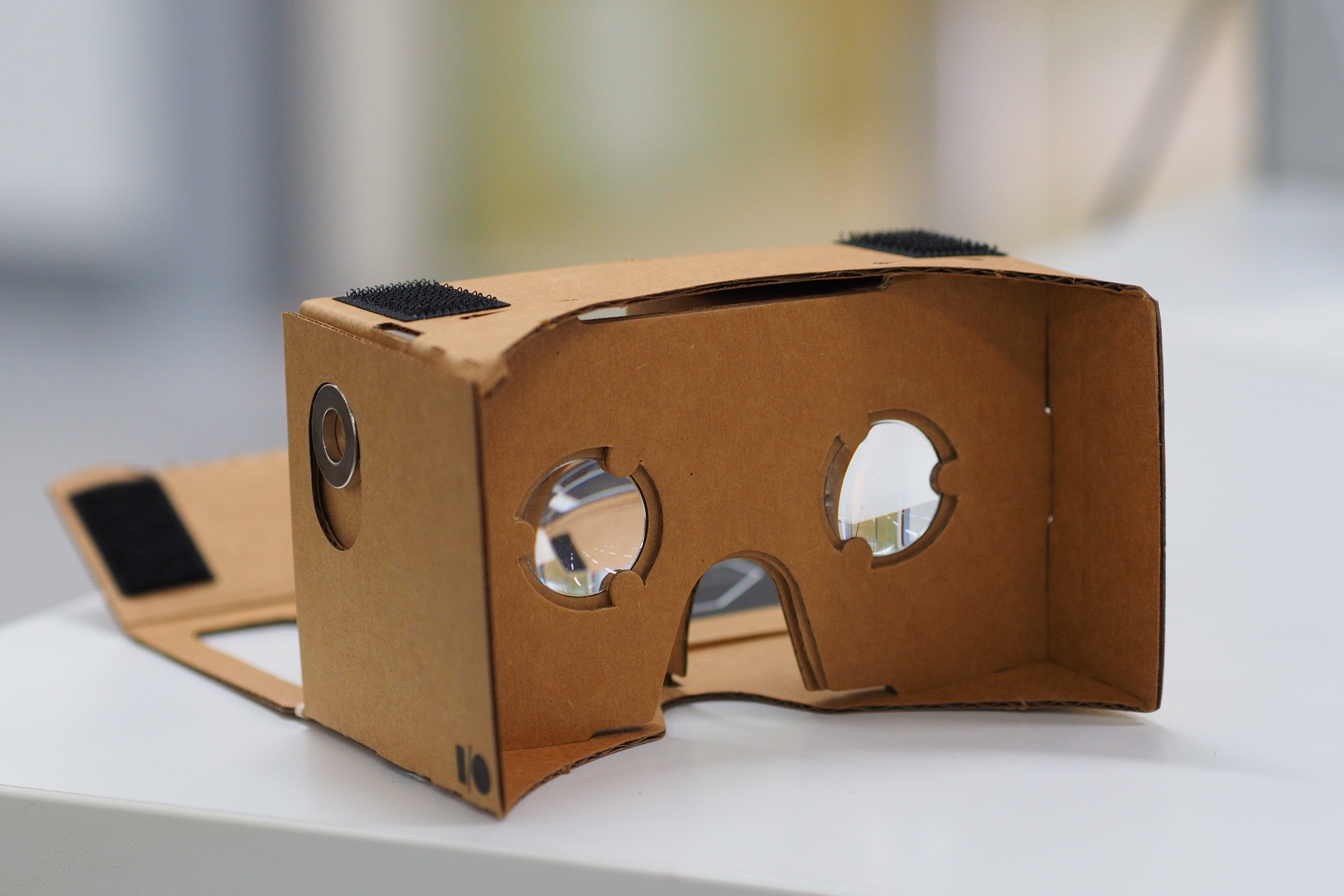
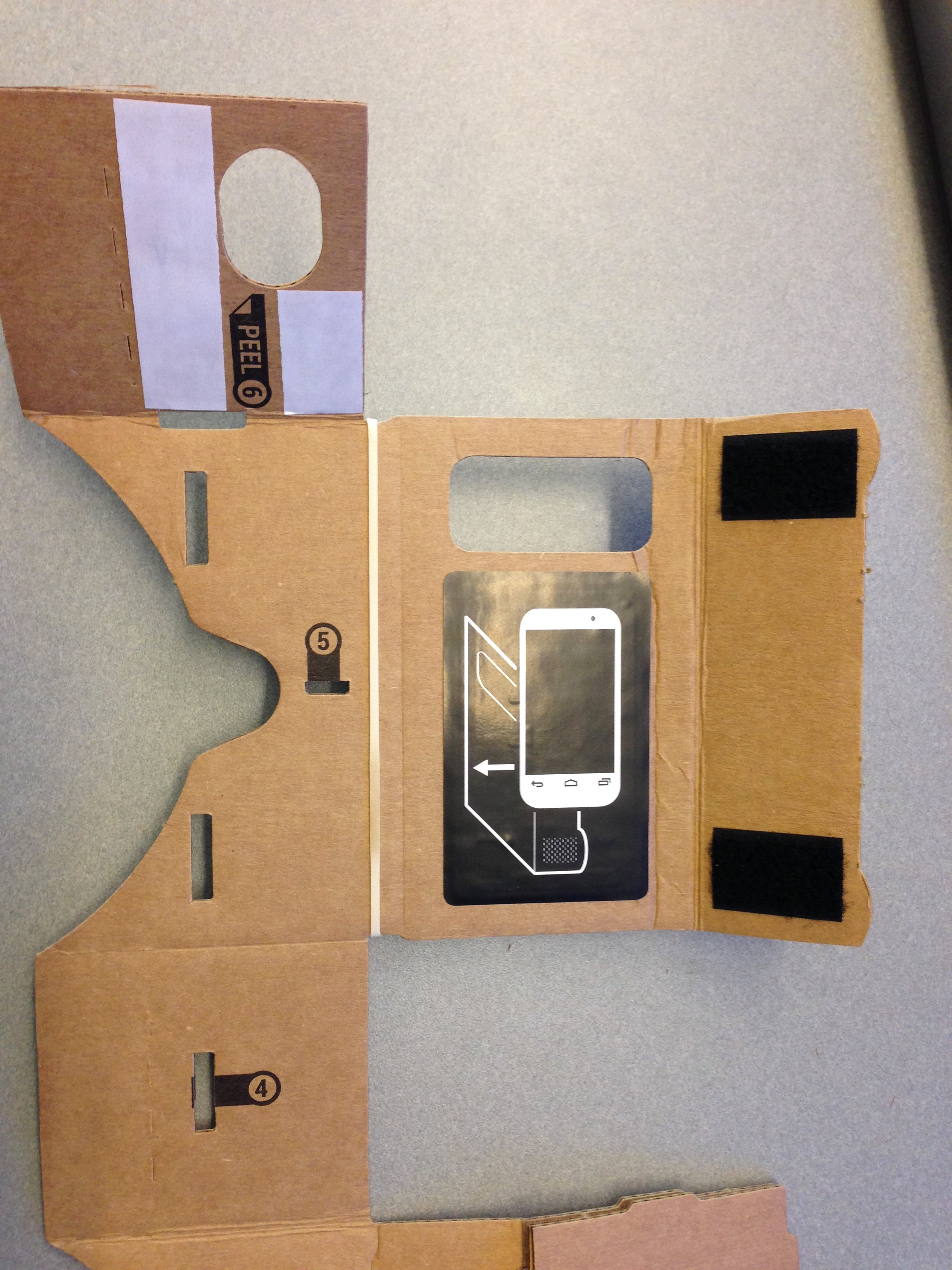